# Ливонски језик
Ливонски језик (лив. līvõ kēļ, ест. liivi keel) спада у групу угро-финских језика. Последња особа којој је ливонски био матерњи језик је преминула 2013. године. Говоре га Ливонци на Ливонској обали Ришког залива.
Неки етнички Ливонци који уче или су научили ливонски покушавају да га оживе, али могућности коришћења ливонског језика су ограничене зато што су мала мањина. Језик се учи на универзитетима у Летонији, Естонији и Финској.